# Tauraco ruspolii
Tauraco ruspolii là một loài chim trong họ Musophagidae.